# 奧斯本 (蒙大拿州)
奧斯本（英語：Osborn）是位於美國蒙大拿州黃石縣的鬼鎮。

## 歷史
奧斯本的郵局於1908年設立，其後於1914年停運。

## 地理
奧斯本所處的海拔為高於海平面919米（即3014英呎），而該地所採用的時區為UTC-7，即北美山地時區（MST）。同時該地設有夏令時間，為UTC-7調快一小時，即UTC-6（MDT）。